# Mouni Roy
Mouni Roy (28 de septiembre de 1985) es una actriz, bailarina y cantante india que trabaja principalmente en televisión y cine hindi . Una de las actrices de televisión mejor pagadas de la India,   Roy es ampliamente conocida por su interpretación de una serpiente que cambia de forma en la serie de suspenso sobrenatural Naagin (2015-2016) y su secuela Naagin 2 (2016-2017).  Ha recibido varios premios, incluyendo un premio IIFA y dos premios ITA, así como nominaciones a dos premios Filmfare .  
Roy comenzó su carrera como actriz en 2006 con el programa de televisión Kyunki Saas Bhi Kabhi Bahu Thi .  Luego interpretó a Sati en Devon Ke Dev... Mahadev y a Meera en Junoon – Aisi Nafrat Toh Kaisa Ishq . Roy hizo su debut cinematográfico con la película romántica punjabi, Hero Hitler in Love (2011). Hizo su debut cinematográfico en hindi con la película deportiva de época de 2018, Gold, recibiendo una nominación al Premio Filmfare a la Mejor Debut Femenina . En 2022, Roy recibió elogios por la película de fantasía Brahmāstra: Part One – Shiva, que le valió el Premio IIFA a la Mejor Actriz de Reparto y una nominación al Premio Filmfare a la Mejor Actriz de Reparto . 

## Primeros años y educación
Roy nació en Cooch Behar, Bengala Occidental  el 28 de septiembre de 1985,    en una familia bengalí  de habla rajbongshi .  Su abuelo, Shekhar Chandra Roy, fue un conocido artista de teatro Jatra.  Su madre, Mukti, era artista de teatro, y su padre, Anil Roy, era superintendente de oficina del Cooch Behar Zilla Parishad, con sede en Bangchatra Road, Cooch Behar.  Estudió en Kendriya Vidyalaya en Baburhat hasta el 12.º grado y luego se fue a Delhi .  
Se graduó en Miranda House  y estudió comunicación de masas en Jamia Milia Islamia por insistencia de sus padres, pero abandonó el curso a mitad de camino y se fue a Mumbai para probar suerte en la industria cinematográfica hindi.  Terminó sus exámenes de la Parte 1 y no regresó a Delhi después de eso.   Mouni estaba interesada en la actuación desde la infancia y ha citado a las actrices Madhubala, Madhuri Dixit y Waheeda Rehman como sus ídolos actorales.  

## Filmografía
Plantilla:Pending films key

### Películas
- Todas las películas están en hindi a menos que se indique lo contrario.

| Año  | Título                            | Role                    | Notas                                                    | Árbitro. |
| ---- | --------------------------------- | ----------------------- | -------------------------------------------------------- | -------- |
| 2004 | Correr                            | Bailarín                | Aparición especial en la canción "Nahin Hona Nahin Hona" |          |
| 2011 | El héroe Hitler enamorado         | Sahiban                 | Película punjabi                                         | [ 14 ]   |
| 2016 | Mahayoddha Rama                   | Sita                    | Película animada; Sólo voz                               | [ 15 ]   |
| 2016 | Contenedor de basura 2            | Sí misma                | Aparición especial en la canción "Nachna Aaonda Nahin"   |          |
| 2018 | Oro                               | Monobina Das            |                                                          | [ 16 ]   |
| 2018 | KGF: Capítulo 1                   | Lucy                    | Aparición especial en la canción "Gali Gali"             |          |
| 2019 | Romeo Akbar Walter                | Shraddha Sharma / Parul |                                                          | [ 17 ]   |
| 2019 | Hecho en china                    | Rukmini Mehta           |                                                          | [ 18 ]   |
| 2020 | Londres confidencial              | Uma Kulkarni            |                                                          | [ 19 ]   |
| 2021 | Velle                             | Rohini Roy              |                                                          |          |
| 2022 | Brahmāstra: Primera parte – Shiva | Junoon                  |                                                          |          |
| 2024 | Amor Sexo Aur Dhokha 2            | Soni                    | Aparición cameo                                          |          |
| 2024 | Apagón                            | Shruti Mehra            |                                                          | [ 20 ]   |
| 2024 | Veda                              | Sí misma                | Aparición especial en la canción "Mummy Ji"              |          |
| 2025 | Los Bhootnii                      | Mohabbat                |                                                          |          |